# Bataille de Gembloux (1578)
Pour les articles homonymes, voir Bataille de Gembloux.
Guerre de Quatre-Vingts Ans
Batailles
- Chronologie de la guerre de Quatre-Vingts Ans
- Valenciennes
- Austruweel
- Rheindalen
- Heiligerlee
- Jemmingen
- Jodoigne
- Brielle
- 1er Flessingue
- Malines
- Goes
- Mons
- Haarlem
- 2e Flessingue
- Borsele
- Zuiderzee
- Alkmaar
- Leyde
- Reimerswaal
- Mook
- Lillo
- Zierikzee
- 1er Anvers
- 1er Bréda
- Gembloux
- Rijmenam
- 1er Deventer
- Maastricht
- 2e Bréda
- Açores
- 2e Anvers
- 3e Anvers
- Boksum
- Zutphen
- 1er Berg-op-Zoom
- Gravelines
- 3e Bréda
- 2e Deventer
- Groningue
- Huy
- 1er Groenlo1
- 2e Groenlo
- Turnhout
- Nieuport
- Ostende
- L'Écluse
- 3e Groenlo
- Saint-Vincent
- Gibraltar
- Saint-Vincent (1621)
- 2e Berg-op-Zoom
- 4e Bréda
- 4e Groenlo
- Matanzas
- Bois-le-Duc
- Abrolhos
- Slaak
- Maastricht
- 5e Bréda
- Cabañas
- Calloo
- Les Downs
- Saint-Vincent (1641)
- Hulst
- Cavite

La bataille de Gembloux, qui a lieu le 31 janvier 1578 au cours de la guerre de Quatre-Vingts Ans (1568-1648), oppose les insurgés des Pays-Bas espagnols, commandés notamment par Emmanuel de Lalaing, au nom des États généraux et de Guillaume d'Orange, aux troupes espagnoles commandées par don Juan d'Autriche et Alexandre Farnèse, au nom de Philippe II, roi d'Espagne et souverain des Pays-Bas. La bataille se termine par la victoire des Espagnols.
Cette défaite accélère la dissolution de l'unité du camp insurgé. L'année suivante, Alexandre Farnèse réussit à rallier à Philippe II les provinces (catholiques) du sud : le Hainaut, l'Artois, la Flandre française et le Cambrésis, dans le cadre de l'union d'Arras.

## Contexte

### Les Pays-Bas de Charles Quint à Philippe II
Les dix-sept provinces des Pays-Bas sont un des héritages de Charles Quint, venu du duc de Bourgogne Charles le Téméraire. En 1549, Charles, qui est aussi roi d'Espagne, et qui a été élu empereur en 1519, redéfinit le statut des Pays-Bas (Pragmatique Sanction), qui en fait une entité séparée du Saint Empire, devant revenir à son fils Philippe, futur roi d'Espagne. 
En 1555, date de l'abdication de Charles Quint, Philippe II reçoit effectivement la couronne d'Espagne et les dix-sept provinces (ainsi que la Franche-Comté et le Milanais). Philippe II est représenté aux Pays-Bas par un gouverneur général, assisté par un Conseil d'État. Chaque province a une représentation (les États provinciaux), mais il existe aussi des États généraux des Pays-Bas. 

### Les débuts de la guerre d'indépendance (1566-1576)
Les tensions, politiques (rôle de la noblesse locale) et religieuses (problème du protestantisme), entre les élites néerlandaises et Philippe II, catholique intransigeant et tenant du pouvoir absolu des rois, aboutissent en 1566 à une crise (affaire du compromis des Nobles) et au début de la « révolte des Gueux », qui, en 1568, se transforme en guerre lorsque le prince Guillaume d'Orange, membre du Conseil d'État et leader de la noblesse, lance une offensive contre l'armée du duc d'Albe, gouverneur général depuis 1567. 
Cette offensive échoue, mais la guerre reprend en 1572 (prise de Brielle) et cette fois, l'insurrection s'installe solidement dans les provinces du nord, notamment la Hollande et la Zélande. Le gouverneur général — le duc d'Albe, — est remplacé en 1573 par don Luis de Requeséns, dont la mort (5 mars 1576) provoque une période d'anarchie, les soldats espagnols n'étant plus « tenus » (une « régence » est dévolue aux États généraux) : ils vont notamment attaquer la ville d'Anvers et la mettre à sac (7 novembre 1576), amenant les provinces à conclure la pacification de Gand (8 novembre), afin de, au minimum, mettre fin au danger que constituent les troupes espagnoles, en faisant abstraction des différends entre catholiques et protestants. 
C'est alors qu'est nommé un nouveau gouverneur général, don Juan d'Autriche, demi-frère de Philippe II, auréolé du prestige de sa victoire contre les Turcs à Lépante (1571). 

### Le gouvernorat de don Juan d'Autriche
La situation est difficile. Le 7 janvier 1577, il signe et promulgue l'Édit perpétuel, concédant le départ des troupes espagnoles, ce qui lui permet d'être reconnu comme gouverneur et de pouvoir entrer à Bruxelles. Mais les tensions réapparaissent rapidement, et les États s'étant ralliés à Guillaume d'Orange, il est obligé de quitter la ville[pas clair].
Il vient à Namur pour saluer Marguerite de Valois, sœur du roi de France Henri III et épouse du roi Henri de Navarre (la « reine Margot »), allant prendre les eaux à Spa. Le 24 juillet 1577, il réussit à prendre le contrôle du château par un coup de main audacieux. Namur devient alors un réduit loyaliste, tandis que le reste du pays acquis aux États généraux, qui offrent à l’archiduc Mathias, frère de l’empereur Rodolphe II, de devenir leur souverain à la place de Philippe. 
Fin 1577, don Juan ne dispose plus de troupes importantes, d’autant plus que Philippe II a interdit dans un premier temps au gouverneur du duché de Milan de lui envoyer des renforts, avant de se raviser. Mais les insurgés ne mettent pas cette situation à profit, des querelles internes surgissant entre eux.
Trois jours avant la bataille de Gembloux, Mathias écrit à Philippe II, le priant de rappeler don Juan pour éviter à ses sujets de nouvelles guerre.[réf. nécessaire]

## Les forces en présence

### L'armée de don Juan
Au début de décembre 1577, don Juan, qui se trouve à Luxembourg, reçoit les premiers renfort, trois mille fantassins et quinze compagnies de cavalerie, venus de Milan par la Savoie, la Franche-Comté et la Lorraine. Fin décembre, Alexandre Farnèse, petit-fils de Charles Quint et duc de Parme, arrive à Luxembourg, précédant une armée de 6 000 hommes : il s’agit de troupes aguerries, formées d’Espagnols et d’Italiens qui ont combattu aux confins du duché de Gênes ; s’y ajoutent 4 à 5 000 hommes levés en Lorraine par le comte Pierre-Ernest de Mansfeld. Des Wallons font aussi partie de cette armée, originaires pour l’essentiel des provinces de Luxembourg et de Namur, ainsi que des « bourguignons », commandés par le colonel Marc de Rye. Cela représente au total environ 18 000 fantassins et 2 000 cavaliers. 
Cette armée est formée par des soldats de métier des Tercios espagnols, qui ont déjà l'expérience de la guerre, et sont commandés par des officiers de premier plan, des Tolède (es), Farnèse, Mansfeld, Martinengo, Bernardino de Mendoza ou Octave de Gonzague, correctement pourvus en cavalerie et en artillerie. On peut aussi citer Cristóbal de Mondragón, âgé de 74 ans.
Les soldats de don Juan manifestent leur volonté de se battre non seulement pour Philippe II, mais aussi pour le catholicisme : ils arborent des drapeaux portant l’inscription In hoc signo vici Turcos, in hoc signo vincam et hereticos (« Par ce signe, j’ai vaincu les Turcs, par ce signe, je vaincrai aussi les hérétiques ») ; ils ont aussi reçu la bénédiction du pape Grégoire XIII, qui voit en eux l’armée de la foi véritable envoyée combattre l’hérésie.

### L'armée des insurgés
La confusion entretenue entre l’hérésie et l’insoumission à Philippe II est assez mensongère, étant donné que l’armée des États généraux à Gembloux compte de nombreux catholiques commandés par des officiers catholiques. Elle est constituée pour une grande part de régiments wallons, ainsi que par des unités d'étrangers (des Français, six compagnies d’Allemands et dix-sept compagnies d’Écossais et d’Anglais). Les Britanniques, commandés par le colonel Henry Balfour, ont été envoyés par Guillaume d’Orange et sont assez mal vus de leurs compagnons d’armes en raison de leur ferveur protestante. Cette armée est d’une force numérique au moins égale à l’armée de don Juan ; certaines sources espagnoles lui donnent même un net avantage : 25 000 hommes face à 17 000. Selon Strada, « l’armée du roi moindre qu’on ne le croyait, celle des ennemis plus nombreuse », les troupes des États se grossissant sans cesse d’aventuriers attirés par une espérance de butin que la discipline de l’armée espagnole rendait plus aléatoire[réf. nécessaire].
Plus nombreuse, cette armée est cependant mal équipée et mal commandée.
George de Lalaing, commandant en chef, a rejoint l'insurrection deux ans plus tôt et est devenu en 1577 stadhouder des provinces de Frise, de Groningue et de Drenthe. Le jour de la bataille, il se trouve à Bruxelles au mariage du baron de Beersel et de Marguerite de Mérode, « tryumphant chà et là en grandissimes bancquetz », en compagnie de Philippe de Lalaing, de Robert de Melun, du vicomte de Gand, commandant de la cavalerie, et de Valentin de Pardieu, grand-maître de l'artillerie. Strada raille ces généraux fuyant le rude hiver de Hesbaye, « comme si la rigueur de la saison leur eût ôté le courage et qu’ils ne fussent vaillants qu’en été ».
Dans les derniers jours de janvier, l’armée des États se trouve donc sous le commandement d’Antoine de Goignies, seigneur de Vendege, officier assez âgé qui a servi sous Charles-Quint ; il a commandé la cavalerie espagnole et participé à la campagne contre la France sous Charles IX, avant de passer aux insurgés. Ses lieutenants sont Maximilien de Hénin-Liétard, comte de Boussu (1542-1578), a servi sous le duc d’Albe, et Frédéric Perrenot de Granvelle, sire de Champagney. Philippe d'Egmont, fils du comte d'Egmont exécuté en 1568, et Guillaume de la Marck, seigneur de Lumey, complétent l’état-major.

## Préliminaires (18-30 janvier 1578)

Bataille de Gemblours, donnée le 31 Janvier l'an 1578. Dans L'Histoire de la guerre des Païs-Bas, du R.P. Famien Strada ... traduite par P. Du Ryrer, 1727, tome II, p. 346.

### L'armée espagnole
Par sa correspondance, on sait que don Juan se trouve encore à Luxembourg le 18 janvier, puis à Marche le 23. Il écrit alors à Philippe II pour se plaindre du manque de vivres. « La misère de ce pays est telle, écrit-il, que si M. de Hierges tarde encore sept jours, on ne saura que devenir. Sans l’armée qu’il a amenée, il est impossible d’avancer. On ne peut se fournir de l’artillerie nécessaire, on n’a pas d’argent. Que fera-t-on si l’ennemi refuse le combat ? La détresse est telle qu’il ne reste d’autre décision possible. On ne peut marcher à un but certain, parce qu’on manque du nécessaire, artillerie, munitions, vivres et argent ». Il se plaint aussi de l’indécision du roi, qui « accroît l’audace des méchants et diminue celle des bons ».
Les renforts arrivent cependant, et don Juan revient à Namur, où il se trouve probablement le 29 janvier ; son premier soin est de déloger les insurgés des postes qu’ils ont établis aux environs de cette ville, dont ils projettent de faire le siège. Les premières troupes y ont cependant déjà pris position[pas clair], car une lettre d’Octave de Gonzague à Philippe II, datée du 24 janvier dit « qu’il ne faut pas s’attendre à ce que les États attaquent le camp de Bouge et que s’ils le faisaient, ce serait pour l’armée royale une occasion de remporter un succès ». Cette lettre montre que le camp de Bouge existait déjà à cette date, contrairement à ce qui a pu être dit plus tard. 

### Les insurgés
Établie d’abord à Temploux, l'armée des insurgés est plutôt mal en point, touchée par une maladie, et le moral est bas. Les soldats refusent de marcher « sans aller remonstrer aux États la pauvreté qu’il y a entre les soldats ; ils espèrent à leur retour avoir paiement et savoir ce qu’ils feront ». Strada écrit qu'elle se déplace le 12 janvier vers Saint-Martin et vers les environs d’Émines (un mouvement inapproprié vers une position faible et plus proche de moitié des lignes espagnoles). 
Lorsqu'est annoncée l'arrivée prochaine du gros des troupes espagnoles, l’armée insurgée privée de son haut commandement décide de se retirer à Gembloux, village qui est aux mains des États depuis septembre 1577. Le mouvement de retraite commence le 29 janvier dans l'après-midi, selon une lettre du comte de Rœulx à don Juan : « Oultremont s’est trouvé à ceste heure vers moy me dire que ce matin, a eu deux rapports que les ennemis ont dès hier après-disner faict partir leur artillerie et bagaiges avecq leurs malades qui sont en grande quantité et tirent vers Gyblou, toutefois, qu’il est arrivé sept compaignies de peonniers et besongnent encore aux trenchyz ». 
Don Juan est alors informé par ses espions de l’absence des principaux chefs. Mais l’essentiel de son armée se trouve encore au sud de la Meuse. Il n’a avec lui que six compagnies de cavalerie légère et cinq d’arquebusiers à cheval, ainsi qu'une infanterie de mille arquebusiers et deux cents piquiers. Un régiment de Wallons garde les bagages (sans doute jugés moins fiables pour combattre leurs compatriotes). 

## La journée du 31 janvier

### Les premiers mouvements (matinée)
« Le dernier dudict mois de janvier 1578, aprez que le camp desdictz Estats généraulx, soubz ledict seigneur chief général d’armée comte de Lallaing, eus testé entretenu à peu d’advancement contre ledict don Jean, icelluy camp se leva d’auprès la ville de Namur, environ les neuf heures du matin, tirant vers Gembloux », rapporte un chroniqueur anonyme. 
Le gros de l’armée des États ne quitte donc son campement qu’à l’aube du vendredi 31 janvier, en mettant le feu aux baraquement. L’ordre de la marche, décrit par Strada, est le suivant : 
- l’avant-garde menée par Emmanuel de Montigny et Guillaume de Heez (nl)[9], est surtout composée des pionniers, soutenus par Villers et Fresnoy, capitaines des mousquetaires à cheval ;
- le centre de la colonne est commandé par le comte de Boussu et le sire de Champagney, avec un régiment wallon, trois compagnies de Français et treize d’Écossais et d’Anglais, protégeant le reste des bagages et de l’artillerie ;
- l’arrière-garde sous Egmont et la Marcq est composée des cuirassiers et des meilleurs soldats, groupés à l’arrière de l’armée par peur d’une poursuite ;
- la cavalerie, commandée par le marquis d’Havré, frère du duc d’Aarschot et par le maréchal de camp, le comte de Goignies, protège les arrières et les flancs de l’armée.

Don Juan envoie quelques troupes pour reconnaître les chemins et les bois proches, notamment deux défilés où il doit passer pour rejoindre l’ennemi : deux corps de cavaliers partent de Bouge par des directions différentes, l’un commandé par Antoine Olivera, l’autre par Octave de Gonzague. L’infanterie doit suivre la voie ainsi ouverte. 
Son chemin étant difficile, la première colonne de cavalerie est amenée à se déporter sur la droite et rejoint la seconde. La cavalerie ainsi réunie se porte au contact de l’ennemi. Entre-temps, l’infanterie passe le premier défilé et don Juan arrive sur une hauteur, d'où il peut voir l’ennemi et communiquer avec ses troupes. Il donne à la cavalerie l’ordre de s’arrêter.

### Début des engagements
Des escarmouches ont lieu entre des unités de cavalerie, le théâtre du combat s’éloignant de l’infanterie, passant du plateau à un nouveau lieu pentu, à peu de distance du précédent. Inquiet sans doute de voir sa petite armée s’étirer, don Juan envoya sur la droite un corps de cuirassiers en soutien et fit fortifier sa position ; il envoya un éclaireur, qui put se rendre compte de la situation : l’arrière-garde de l’armée ennemie pouvait gêner le mouvement de sa propre cavalerie, mais quelques régiments wallons occupaient sur l’aile gauche un site commode, qui pouvait embarrasser les Espagnols[réf. nécessaire]. 
Cependant, Alexandre Farnèse avançant de plus en plus vite, accule la cavalerie ennemie contre un ruisseau dont les abords marécageux rendent la traversée difficile. La situation n’était pas sans danger : l’arrière-garde de l’armée des États est maintenant toute proche, séparée du combat par un chemin et quelques clôtures de champ disposées en guise de défense, mais très insuffisants. Un capitaine de Gonzague, du nom de Perote Saxoferrat, s’était bravement, mais imprudemment avancé ; craignant que cette action n’amène une riposte massive de l'armée adverse, Gonzague lui envoya un messager avec l’ordre de reculer. Le messager arriva au mauvais moment et employa le mauvais ton : indigné, parce qu'il pensait qu’on le traitait de lâche, Perote répondit qu'il n’avait de sa vie tourné le dos à l'ennemi, et que même s'il le voulait il ne pourrait pas !
Farnèse s’était entre-temps approché des lieux du combat et se rendit compte que Gonzague et Mondragon s’étaient tellement avancés qu’ils ne pouvaient sans un évident danger ramener leur cavalerie. Il eut à prendre une décision en un instant. L’ennemi lui sembla hésitant, sa marche désordonnée : selon certains, on pouvait voir le tremblement de ses lances ! Alors que don Juan le réclamait à ses côtés, il décida d’attaquer avec les deux escadrons encore frais qu’il avait sous ses ordres, à l’aile gauche de l’armée. Il arracha sa lance à un page et montant sur un cheval plus puissant que Camillo de Monte tenait en réserve, il se retourna vers les siens et s’écria : « Allez au général autrichien et dites-lui qu'Alexandre, à l’exemple de l'ancien Romain, s’est jeté dans un gouffre pour en faire sortir, par la faveur de Dieu et la fortune de la maison d'Autriche, une certaine et grande victoire ! » Et les chroniqueurs de décrire, sur ces nobles paroles du héros qui allait vaincre ou mourir, les incendies martiaux qui s’allumaient dans ses yeux et sa bouche…

### La charge de cavalerie et la déroute des insurgés
Négligeant le danger, les cavaliers suivent son ordre et se lancent à leur tour dans le ravin. Cette charge de cavalerie est menée notamment par Bernardino de Mendoza, Mondragón, Juan Baustista de Montagne, Curtius de Martinengo, Fernando de Tolède, Enrique Vienni, Alonso d’Arga, Georges de Macuta, Olivera. La charge met en fuite la cavalerie ennemie et mène les Espagnols de l’autre côté du vallon. Du côté des insurgés, cette attaque inattendue provoque la panique et c’est en vain que le comte d’Egmont tente de rallier ses troupes : la cavalerie en déroute se jette sur sa propre infanterie, y semant un désordre indescriptible et la disloquant sans que les Espagnols soient intervenus. 
Farnèse obtient l'autorisation de profiter de l'avantage : les cavaliers se reforment et chargent lances baissées, « ruarent d’une furie su la riergarde desdictz du camp des Estatz, qu’estoient grand partie Escochoys avecq quelques Walons et Franchoys, qui se défendirent vaillamment en leur monstrant teste », écrit un témoin[réf. nécessaire]. 
Malgré ses efforts, Goignies ne peut reformer son armée. Tout le plateau qui s’étend au sud de Gembloux est le théâtre d’un massacre. Trente compagnies de fantassins et quatre de cavaliers se rendent à don Juan, les Espagnols s'emparent de l’artillerie et des bagages pas encore arrivés à l’abri. 

### Le dernier carré
Montigny et Balfour tentent de rallier quelques troupes au sud et à l’est de Gembloux, dans les jardins qui bordent la ville. Don Juan attaque ce dernier carré avec deux compagnies espagnoles sur la droite et des enseignes wallons sur la gauche. La résistance est anéantie par l'explosion de la réserve de poudre à canon, qui provoque une nouvelle panique. Montigny et Balfour, ce dernier grièvement blessé, parviennent à se réfugier dans Gembloux avec 2 000 hommes et de l’artillerie. 
Quant au reste de l’armée, il se disperse et la poursuite se prolonge jusqu’au soir jusqu’à Wavre. Les quelques troupes qui échappent au massacre se réfugient à Bruxelles et Grammont. 
Le maréchal de camp Antoine de Goignies, fait prisonnier, est conduit devant don Juan, qui lui fait la leçon, lui montrant comment « le ciel punit ceux qui se révoltent contre leur Dieu et leur roi » ; Goignies répond qu’il n’a jamais combattu contre Dieu.

### Les lieux de combat
Où donc cette bataille, dite de Gembloux, se déroula-t-elle au juste ? La question est loin d’être évidente. D’abord parce que ce fut essentiellement une bataille de mouvement, et qu’en une journée, des troupes de cette importance occupent un large terrain, font du chemin, ensuite parce que les sources sont assez imprécises. Aucun des auteurs relatant la bataille n’est explicite quant aux noms des lieux ; Strada et Eytzinger en donnent cependant une description relativement précise, le second davantage que le premier, ce qui est normal puisqu’il affirme s’être trouvé dans les environs à ce moment.
Il est d’abord question de deux défilés à franchir pour joindre l’ennemi : en partant du camp de Bouge, il devrait assez clairement s’agir du fond d’Arquet puis de la vallée de Frizet. Cette dernière, à environ 2,5 kilomètres de Bouge, s’est révélée trop étroite pour la cavalerie, qui a dû se déporter sur la droite : en effet, la vallée, encaissée du côté de Namur, s’adoucit quand on remonte vers Vedrin. Cet obstacle franchi, don Juan établit son poste d’observation sur une position élevée, d’où il pouvait voir l’ennemi ; un lieu semble s’imposer : la hauteur où se trouve le fort d’Émines qui, à une altitude de 190 mètres, domine relativement le terrain vers le nord-ouest et l’ouest.
Les choses se compliquent quand on en vient à l’épisode du ravin et de la charge décisive, qui est lié aux positions de l’armée des États. Selon Strada, l’armée confédérée s’était déplacée près d’un village nommé Saint-Martin, à cinq lieues ou environ des troupes de don Juan. Il y avait en effet jadis un petit village du nom de Saint-Martin, au bord du ruisseau, un peu plus bas que la belle ferme qui en a seule conservé le nom et existait d’ailleurs déjà en 1578. La distance concorde, et semble exclure l’autre bourg de Saint-Martin, à l’ouest de l’Orneau, situation qui aurait pourtant une logique stratégique. Le fossé fatidique qui séparait les cavaliers de Gonzague de l’arrière-garde ennemie aurait donc dû se trouver entre les deux positions. Or, ce n’est pas le cas : c’est à peine si les ruisseaux de Saint-Lambert et du Houyoux forment là une légère déclivité. L’autre hypothèse formée par Namêche, le fond de la Maroûle, qui s’amorce au sud de la hauteur d’Émines, semble aussi à exclure : cette ravine est sèche, peu pentue, et surtout ne correspond pas aux descriptions des faits, puisque ses deux côtés doivent avoir été contrôlés très tôt par les troupes espagnoles et qu’elle ne mène qu’à la vallée plus profonde du Houyoux et non à un chemin et un vaste espace où l’armée confédérée aurait pu prendre position.
Il n’y a qu’un seul lieu correspondant à ces descriptions unanimes d’un ruisseau étroit aux abords marécageux, serpentant au fond d’un profond ravin : c’est précisément la vallée du Houyoux, mais à environ deux kilomètres au sud de Saint-Martin, aux alentours des châteaux de la Falize et d’Artet. La correspondance est même frappante, mais un problème apparaît, et de taille : cette vallée franchie, on arrive aux environs de Suarlée et Temploux, bien visibles d’ailleurs depuis la position supposée de don Juan, où se serait donc trouvé l’essentiel de l’armée confédérée. Mais n’est-ce pas là la solution de l’énigme ? Bien des arguments plaident en ce sens. D’abord, si Goignies devait en effet avoir placé une part de son armée aux environs d’Émines, position nécessaire pour protéger une retraite vers Gembloux et défendre l’accès de cette place, pourquoi aurait-il déplacé toutes ses forces en un endroit si exposé et si proche de l’ennemi alors que plus à l’est, il était protégé par les pentes de la Sambre et du Houyoux ? Ensuite, la longueur d’une retraite entamée l’avant-veille et la lourdeur du dispositif ont-ils un sens vu la courte distance – moins de dix kilomètres – qui sépare Saint-Martin de Gembloux, d’autant qu’il n’existait là aucune menace sur les flancs et que l’ancienne route de Namur facilitait la marche ? Enfin et surtout, d’après les mémoires du temps, cette bataille de Gembloux est d’abord celle de Temploux. Gramaye, dans son Namurcum, se réfère au « triumpho Templutensi ». L’historien anversois a recueilli ses informations vers 1603 auprès de notables namurois : si pour ceux-ci, l’épisode de 1578 était resté le triomphe de Temploux, ce n’est certainement pas sans raison…
Pour la suite, les choses sont plus simples : la meurtrière poursuite de l’armée en déroute fut menée sur toute la largeur des champs et bosquets qui s’étendent de cet endroit, où l’arrière-garde se trouvait encore, et jusqu’à Gembloux, où l’avant-garde devait être arrivée : Bossière, Beuzet, Lonzée, jusqu’aux portes de la ville, lieu des derniers combats commémorés par la Chapelle-Dieu.

### Bilan des pertes
« Dieu fit ainsi qu’une grande armée d’impies fut vaincue par une petite troupe : c’est ainsi qu’Eytzinger résume l’histoire de cette bataille, l'un des plus hauts-faits de l’histoire de la cavalerie, où en effet deux mille hommes mirent en déroute une armée dix fois plus nombreuse, même si l’historien allemand se cantonne à la version officielle et fausse d’une guerre contre les hérétiques.
Les avis sont partagés sur le bilan humain de cette journée du 31 janvier 1578. Pirenne, à l’encontre de toutes les sources contemporaines, estime que cette bataille fut peu meurtrière. Namêche affirme que la majorité des victimes n’étaient pas des soldats, mais cette foule de gens de peu, femmes et enfants qui suivaient habituellement les troupes, à l’encontre desquels massacres et viols se commirent indistinctement. Les références au massacre de Gembloux et à une boucherie épouvantable sont pourtant la norme chez les historiens proches de l’événement, et la réputation des terribles Tercios espagnols rend ces rapports plus que plausibles. La chronique de Gembloux fait état de 7 000 tués et 1 000 prisonniers, outre 1 500 soldats réfugiés dans la ville et qui furent ensuite libérés ; d’autres sources font état d’une perte totale de 10 000 hommes pour l’armée des États, et constatent qu’on vit rarement si peu de soldats verser tant de sang en si peu de temps. Galliot se cantonne prudemment entre les extrêmes et parle de 3 000 hommes morts sur place et d’un plus grand nombre faits prisonniers. Par contre, les sources sont presque unanimes sur un bilan de quelques morts, une petite dizaine seulement pour certains, vingt selon don Juan, du côté espagnol ; un seul des cavaliers du prince de Parme aurait même perdu la vie dans la fameuse charge qui décida du sort du combat ! On ne saura évidemment jamais la réalité. On connaît la tendance de tous les belligérants du monde à minimiser leurs pertes et à grossir celles de l’adversaire : sans doute la vérité est-elle quelque part en deçà ou au-delà de ces bilans extrêmes, selon que l’on considère l’un ou l’autre des belligérants.
La noblesse belge était en nombre à la bataille de Gembloux, qui reste dans les annales de bien des familles. Certains y périrent, tels Emmanuel de Montigny ou Claude-Herman de Ghoor, châtelain de Hombourg, tué par l’explosion de poudre ; d’autres furent faits prisonniers, comme Adrien et Antoine de Bailleul, qui servaient en qualité de colonels, se retirèrent dans Gembloux et se rendirent après ce siège qui n’en fut pas un.
Une bataille aussi singulière a fait naître bien des soupçons de trahison. Dans les provinces révoltées, la nouvelle du désastre a suscité des blâmes amers à l’encontre des officiers de l’armée des États : on les accusa de tiédeur à leur cause, de déloyauté envers leur propre drapeau, on critiqua dans le meilleur des cas des fautes dues à la jeunesse et à l’inexpérience. Le fait que la plupart des officiers aient servi l’Espagne peu de temps auparavant, comme bientôt le ralliement des mécontents wallons à Philippe II, ne pouvaient évidemment que nourrir la suspicion des indéfectibles à la cause du Taciturne. On accusa le comte de Lalaing, commandant en chef absent au jour de la bataille, d’être de mèche avec don Juan et d’avoir arrangé avec lui la retraite à Mons du reste de la cavalerie confédérée. Eytzinger défend l’honneur d’un homme qui avait été jadis son camarade d’études à Louvain, partageant pendant presque six ans avec lui la table du même professeur, le jurisconsulte Jean Ramus : « Je ne croirai pas une chose pareille, en raison de la grande noblesse de sa famille, remarquable et toujours digne de louanges, famille que l’on désignait en français sous ce surnom révélateur de « Lalaing sans reproches » ; aussi, je pense que la victoire en cette guerre est revenue à l’Autrichien par le courage plutôt qu’autrement… » On a dit aussi, et Guillaume d’Orange l’aurait affirmé, que l’explosion de poudre sous les murs de Gembloux, n’était pas accidentelle, mais due à la trahison du général d’artillerie Valentin de Pardieu, seigneur de la Motte, qui passait pour un opportuniste prêt à se vendre au plus offrant. Il a en tout cas été prouvé que ce Pardieu, qui allait bientôt être un des principaux artisans de la réconciliation avec l’Espagne, entretenait depuis décembre de l’année précédente une étroite et secrète correspondance avec don Juan.
Reproches et soupçons d’un côté, congratulations de l’autre. Don Juan dut pour la forme réprimander Alexandre Farnèse d’avoir ainsi risqué sa vie, lui rappelant que le roi l'avait envoyé aux Pays-Bas en tant que général et non que soldat. Le prince de Parme ne put que répondre « qu’il ne pensait pas que celui qui n’avait fait d’abord ses preuves comme soldat pût assumer la charge de capitaine », ce qui lui valut bien sûr les applaudissements et les vivats des troupes. On raconta que l'amitié entre don Juan et Farnèse était telle qu’ils envoyèrent séparément un courrier à Philippe II, chacun attribuant à l’autre tout le mérite de la victoire. Et en effet, on a conservé le courrier de Farnèse indiquant à son roi et aux Grands d’Espagne ses amis que « Dieu lui avait donné la victoire par les mains et la prudence de Jean d’Autriche et qu’elle lui était due après Dieu ; que comme les ennemis l’avaient éprouvé dans le combat grand et courageux capitaine, ils l’avaient éprouvé doux et favorable vainqueur… » Octave de Gonzague ne fut pas le plus discret ni le plus désintéressé des épistoliers. Depuis Argenton, le lendemain du combat, il s’adressait à Philippe II : il espère, écrit-il, que cette victoire sera le prélude de beaucoup d’autres, que le Roi pourra châtier ceux qui l’ont mérité et les réduire à l’obéissance et signale à tout hasard que Gonzaga a exercé dans cette opération le commandement de la cavalerie. Le lendemain, à Gembloux, il reprenait la plume pour faire l’éloge de don Juan, protester de son dévouement et signaler que sur ordre du gouverneur, il allait se rendre dans différentes villes des Pays-Bas pour y notifier les intentions royales. Il insistait sur l’envoi rapide de provisions et recommandait Mondragón et Olivera à la bienveillance royale. Gonzague pouvait compter sur l’appui de don Juan. Dans une lettre au ministre Antonio Perez, celui-ci signalait que pour la première fois que Gonzague avait exercé sa charge, il l’avait fait de façon digne d’éloge et méritait que le roi l’honore ; à Argenton, le 6 février, don Juan faisait à Philippe II une relation détaillée de la bataille, s’inquiétait des autres théâtres d’opérations, demandait de nouveaux renforts italiens et réclamait la nomination définitive de Gonzague à la tête de la cavalerie, vu sa conduite et sa popularité dans la troupe.

## Suites

### Le siège de Gembloux
Le soir même du 31 janvier, la ville est investie, tandis que don Juan établit son camp à l’abbaye d'Argenton. Les habitants et les soldats réfugiés se préparent au siège, espérant le retour de l’armée des États, envisagé s'ils tiennent trois semaines : « les bourgeois besoingnoient en diligence jusques aux enffans pour fortifier iceux rempars de bolewers par hors la ville », écrit Strada. Gembloux redoute un sac comme elle en a déjà connu ; selon les archives de l’abbaye, les religieux craignaient spécialement pour leur vie[pas clair] « au cas où la fortune des armes eût fait tomber Gembloux entre les mains du duc d’Autriche ».
Don Juan offre à la ville de se rendre, mais les habitants refusent d'abord et répondent « qu’ils n’avaient et n’auraient rien de commun avec les Espagnols ». Le prince fait alors venir de Namur quatre mortiers, première étape vers un bombardement. 
Aussi, le 2 février, l’abbé comte Lambert Hancart demande à négocier. Don Juan s’engage à ne pas sanctionner les religieux et à interdire le pillage à ses soldats. Les soldats assiégés auront la vie sauve et pourront se retirer librement, à condition de jurer de ne plus porter les armes contre le roi, les étrangers pendant un an, les nationaux à jamais. Les premiers seront expulsés vers la principauté de Liège, les autres envoyés dans le Hainaut. Seuls douze prisonniers de marque seront retenus, dont les seigneurs de Goignies, de Bailleul et de Havré, et emmenés à Namur. Ces conditions sont acceptées : Adrien de Bailleul en informe le colonel Mondragón. 
Le sac est effectivement épargné à Gembloux quand les portes sont ouvertes. Le 5 février, l’abbé rencontre don Juan, devant qui il justifie sa conduite ; le prince l’écoute avec bienveillance et se recommande aux prières de ses religieux.

### La répression menée par don Juan
En revanche, les clauses concernant les soldats n'ont peut-être pas été respectées. 
Plusieurs sources font en effet état d’une exécution massive de prisonniers. Galliot, citant Chappuis et Strada, écrit plus tard : « Quelques centaines de ceux-ci, qui furent reconnus avoir quitté le service du roi, furent pendus à Namur, non pas tant néanmoins pour leur désertion, que pour avoir peu de temps auparavant, par une cruauté inouie, inhumainement mutilé quelques soldats de la garnison de Namur, qu’ils avoient fait prisonniers & leur coupant les oreilles & les doigts, & tranchant la tête à leur capitaine ». Eytzinger, contemporain et proche des faits, plutôt favorable à l'Espagne, va dans le même sens : « Six cents soldats furent faits prisonniers, qui furent tous menés à Namur et exécutés par pendaison, après que ces troupes les premières eussent avec grande cruauté coupé les oreilles, le nez et les doigts des mains de tous les soldats de don Juan qu’elles avaient capturés ». Outre ces sources déjà citées, la Description et figures des affaires du Pays-Bas de Baudartius, publiées en 1616, précisent qu’il y eut aussi « trois cens soldats emmenez, qui par trentaines & quarantaines furent jettez en la Meuse ».
Une lettre de Jean de Croÿ à don Juan, indique que des ordres avaient été donnés en ce sens et que la garnison de Namur eut des scrupules à les exécuter : « Le sr de Billy m’a dit que V.A. a commandé que l’on jeta les prisonniers ennemis qui sont en cette ville en la rivière. Encore qu’il soit gentilhomme croyable, j’ai toutefois différé de le faire jusqu’à ce qu'aurai lettre particulière de Votre Altesse pour ce qu’elle m’avait dict, parlant d’icelle, que l’on les renverrait du costé de la France avec une blanche verge aux mains ».
Il semble bien donc bien que ces exécutions aient eu lieu, ce que confirme Maxwell, biographe de don Juan[réf. nécessaire], qui se fonde sur les rapports de Tassis, conseiller du gouverneur, qui y aurait assisté. L’insistance même de don Juan dans ses courriers sur sa mansuétude à l’égard des prisonniers paraît suspecte. Ainsi, la lettre à l’évêque de Liège datée du 3 février (cf. cadre hors-texte) ; ou, deux jours plus tard, deux courriers envoyés d’Argenton, dans lesquels le gouverneur écrit à Jean de Croÿ : « Les prisonniers seront conduits aux lizières de France et au comte de Mansfeld : Comme la déroute des ennemis faite le dernier du mois passé sont demeurés en vie et prisonniers sept cent cinquante, tant Français, Anglais, Écossais, j’ai donné charge pour délivrer le pays de tels garnements iceulx être conduitz par les Ardennes vers St-Hubert et entrer aux lizièrs de France par Mouson ». Ces lettres sont cependant postérieures à la reddition de Gembloux, dont la garnison fut en effet libérée, mais il ne s’agissait plus alors d’inspirer la terreur à l’ennemi ; cette mansuétude vise d’ailleurs surtout des troupes étrangères, et plus seulement des déserteurs de l’armée espagnole.

### Les conséquences militaires de la bataille
À l'annonce de la défaite, le reste de l’armée des insurgés se replie sur Anvers.
Le 8 février, don Juan est encore à Argenton, puis à Namur le 12, mais le 19 à Heverlee, près de Louvain, entreprenant la reconquête des villes du Brabant et du Hainaut. 
Il ne parvient pas cependant à pousser très loin son avantage. Les gains territoriaux de la bataille de Gembloux sont perdus sept mois plus tard, lors de la Bataille de Rijmenam (1er août), remportée par Maximilien de Hénin-Liétard.
Menacé, non seulement par l’armée des États, mais aussi par les troupes françaises (François d'Anjou, frère du roi Henri III, en négociation avec les États généraux pour devenir souverain des Pays-Bas), anglaises et allemandes (comte palatin Jean-Casimir), il s’enferme dans le camp fortifié de Bouge et lance à Philippe II des appels désespérés. 
Il est alors frappé par l’épidémie de typhus qui ravage le camp et meurt le 1er octobre, à l’âge de trente et un ans. C'est Alexandre Farnèse qui devient alors gouverneur général des Pays-Bas.

### Les conséquences politiques
Les problèmes politiques sont nombreux dans le camp insurgé après cette défaite. Sont en particulier incriminés les officiers qui ont « déserté » le champ de bataille, notamment dans la famille de Lalaing (du Hainaut).
Le 6 janvier 1579, les provinces du Hainaut et de l'Artois, ainsi que le Douaisis et le Cambrésis, forment l'union d'Arras et s'accordent avec Alexandre Farnèse. Ce revirement est dû à la crainte de ces provinces catholiques face au fanatisme des calvinistes au sein des rangs des insurgés. 
Les autres provinces forment l'union d'Utrecht (23 janvier). C'est le début de la division des Pays-Bas entre une zone soumise au roi d'Espagne et une zone insurgée, qui va devenir la république des Provinces-Unies (actuels Pays-Bas). Cependant, Philippe II va réussir à reconquérir une partie des provinces insurgées (notamment le Brabant).